# Epsilon Eridani
Cet article concerne le système ε Eridani. Pour le système e Eridani, voir e Eridani.
Pour les articles homonymes, voir Epsilon (homonymie).
Désignations
Epsilon Eridani (ε Eridani / ε Eri) ou Ran est une étoile naine orange distante de 10,5 années-lumière du Soleil. Il s'agissait pendant un temps du système planétaire le plus proche connu. Depuis, trois planètes encore plus proches ont été découvertes en orbite autour de Proxima Centauri.
En tant que proche étoile de type solaire, dans le cadre du projet Ozma, elle a fait l'objet de recherches avec le radiotélescope de Green Bank en 1960, pour y rechercher des signes de vie intelligente. Les résultats furent négatifs à l'époque. Le satellite IRAS a détecté beaucoup de poussières autour de l'étoile, une indication possible d'un système planétaire en formation et, plus récemment (août 2000), une planète de la taille de Jupiter, Epsilon Eridani b, a été détectée à 3,2 ua (480 millions de km) de l'étoile, ainsi qu'une ceinture d'astéroïdes. En 2008, le télescope spatial Spitzer a découvert une autre ceinture d'astéroïdes à 20 ua de l'étoile. La présence de ces deux ceintures d'astéroïdes laisse penser que d'autres planètes gravitent autour d'Epsilon Eridani.

## Noms
Ran est le nom propre de l'étoile qui a été approuvé par l'Union astronomique internationale le 15 décembre 2015 dans le cadre de NameExoWorlds. Elle tire son origine de Rán, la déesse marine de la mythologie nordique. Ægir, son époux, donne son nom à la planète de Ran, écrit AEgir pour le distinguer d'Ægir, satellite naturel de Saturne.

## Généralités
Epsilon Eridani possède un supposé système planétaire constitué d'au moins deux exoplanètes.
| Planète                           | Masse            | Demi-grand axe (ua) | Période orbitale (jours) | Excentricité      | Inclinaison | Rayon |
| --------------------------------- | ---------------- | ------------------- | ------------------------ | ----------------- | ----------- | ----- |
| Ceinture d'astéroïdes             | —                | 3                   |                          |                   |             |       |
| Epsilon Eridani b                 | (1,55 ± 0,24) MJ | 3,39 ± 0,36         | 2 502 ± 10               | 0,702 ± 0,039 (?) |             |       |
| Ceinture d'astéroïdes             | —                | 20                  |                          |                   |             |       |
| Epsilon Eridani c (non confirmée) | 0,1 MJ           | 40 (?)              | 102 200 (?)              | 0,3               |             |       |
| Disque de poussières              | —                | 35 à 100            |                          |                   |             |       |

## Culture populaire
- Dans la série télévisée Babylon 5, la station homonyme est situé dans le système Epsilon Eridani[13].
- Dans l'univers de Halo, le système Epsilon Eridani abrite la planète Reach, siège du QG de FLEETCOM et des principaux chantiers navals de l'UNSC[réf. souhaitée].
- Dans le roman Fondation foudroyée d'Isaac Asimov, Epsilon Eridani est évoquée comme étoile proche de la planète des origines de l'humanité, la Terre. Elle y est nommé Comporellon[réf. souhaitée].
- Dans le roman Tau Zéro de Poul Anderson, Epsilon Eridani est l'objet d'une mission effectuée par des pionniers de l'exploration interstellaire.